# Aragatsotn (tỉnh)
Tỉnh Aragatsotn (tiếng Armenia: Արագածոտն)là một tỉnh Marz của Armenia. Tỉnh lỵ đóng ở Oshakan. Tỉnh có diện tích 2753 km², dân số năm 2002 là 126.278 người.
Khu vực này chủ yếu là nơi sinh sống của Armenia nhưng cũng nắm giữ đáng kể Yazidi người Kurd dân tộc thiểu số.
Rìa phía tây của Aragatsotn hình thức một phần của biên giới Armenia với tỉnh Kars của Thổ Nhĩ Kỳ. Nó cũng giáp marzer sau đây:
- Shirak - phía bắc
- Lori - đông bắc
- Kotayk - đông
- Armavir - Nam

Aragatsotn cũng chung đường biên giới nhỏ với Yerevan ở phía tây nam của nó giữa các biên giới của mình với Kotayk và Armavir.

## Các cộng đồng
Tỉnh có các cộng đồng sau (trong đó có 3 cộng đồng in đậm trong bảng là thành thị) và 111 cộng đồng nông thôn. Phân chia này theo raion, đơn vị hành chính của Armenia trước 1995. 
| Ashtarak | Aparan | Aragats | Talin |
| --- | --- | --- | --- |
| 1. Agarak 2. Aghtsk 3. Antarut 4. Aragatsotn 5. Artashavan 6. Aruch 7. Ashtarak 8. Avan 9. Bazmaghbyur 10. Byurakan 11. Dprevank 12. Ghazaravan 13. Karbi 14. Kosh 15. Lernarot 16. Nor Amanos 17. Nor Yedesia 18. Ohanavan 19. Orgov 20. Oshakan 21. Parpi 22. Saghmosavan 23. Sasunik 24. Shamiram 25. Tegher 26. Ujan 27. Ushi 28. Verin Sasunik 29. Voskehat 30. Voskevaz | 1. Aparan 2. Apnagyugh 3. Ara 4. Aragats 5. Chknagh 6. Dzoraglukh 7. Hartavan 8. Jrambar 9. Kuchak 10. Lusagyugh 11. Mulki 12. Nigavan 13. Norashen 14. Saralanj 15. Shenavan 16. Tsaghkashen 17. Ttujur 18. Vardenis 19. Vardenut 20. Yeghipatrush 21. Yernjatap | 1. Alagyaz 2. Amre Taza 3. Avshen 4. Berkarat 5. Derek 6. Geghadir 7. Geghadzor 8. Gegharot 9. Hnaberd 10. Jamshlu 11. Lernapar 12. Melikgyugh 13. Mirak 14. Norashen 15. Ortachya 16. Rya Taza 17. Sangyar 18. Shenkani 19. Sipan 20. Tsaghkahovit 21. Tsilkar 22. Vardablur | 1. Agarak 2. Akunk 3. Aragats 4. Areg 5. Arteni 6. Ashnak 7. Avtona 8. Barozh 9. Baysz 10. Dashtadem 11. Davtashen 12. Dian 13. Garnahovit 14. Getap 15. Ghabaghtapa 16. Gyalto 17. Hakko 18. Hatsashen 19. Irind 20. Kakavadzor 21. Karmrashen 22. Katnaghbyur 23. Lusakn 24. Mastara 25. Nerkin Bazmaberd 26. Nerkin Sasunashen 27. Nor Artik 28. Partizak 29. Shgharshik 30. Sorik 31. Suser 32. Talin 33. Tlik 34. Tsaghkasar 35. Tsamakasar 36. Verin Bazmaberd 37. Verin Sasunashen 38. Vosketas 39. Yeghnik 40. Zarinja 41. Zovasar |